# Малая Жмеринка
Малая Жмеринка (укр. Мала Жмеринка) — село на Украине, находится в Жмеринском районе Винницкой области.
Код КОАТУУ — 0521083606. Население по переписи 2001 года составляет 938 человек. Почтовый индекс — 23109. Телефонный код — 4332.
Занимает площадь 1,73 км².
В селе действует храм Святой Параскевы Жмеринского благочиния Винницкой епархии Украинской православной церкви. 
В 2020 году в селе проживало 712 человек.

## Адрес местного совета
23108, Винницкая область, Жмеринский р-н, с. Лелякы, ул. Ленина, 32